# Colostygia nebulata
Colostygia nebulata är en fjärilsart som beskrevs av Philogène Auguste Joseph Duponchel 1843. Colostygia nebulata ingår i släktet Colostygia och familjen mätare. Inga underarter finns listade i Catalogue of Life.